# Ralf Krewinkel
Ralf Karel Hubert Krewinkel (Kerkrade, 12 november 1974) is een Nederlands bestuurder. Hij was onder meer burgemeester van de gemeenten Beek en Heerlen. Sinds 1 december 2020 is hij directeur-bestuurder van de Reinigingsdienst Westelijke Mijnstreek (RWM).

## Biografie
Krewinkel studeerde van 1993 tot 1997 Sociaal Juridische Dienstverlening aan de Hogeschool Sittard. Van 1999 tot 2006 bekleedde hij diverse functies binnen CWI, KLIQ en EURES. In Kerkrade werd hij in 1998 raadslid van de PvdA en vanaf 2002 fractievoorzitter. In 2006 werd hij wethouder over de beleidsvelden sociale zaken en euregionaal arbeidsmarktbeleid, wmo, jeugdbeleid, ouderenbeleid, gemeenschapshuizenbeleid, ontwikkeling atriumterrein, milieu, wijkontwikkeling en wijkwethouder oost. In 2008 ontving Krewinkel als wethouder de OWM-prijs voor de bijzondere wijze waarop hij het wmo-model in Kerkrade ontwikkelde en uitvoerde.  Door een interne afsplitsing binnen de lokale coalitiepartij Burger Belangen werd de PvdA Kerkrade in november 2010 de grootste partij. Hierdoor verkreeg Krewinkel het locoburgemeesterschap vanaf 1 januari 2011.
Vanaf 1 mei 2011 was Krewinkel burgemeester van de gemeente Beek. Op 31 augustus 2015 werd Krewinkel burgemeester van de gemeente Heerlen. Per 27 februari 2018 legde hij zijn ambt tijdelijk neer en nam betaald ziekteverlof op, niet omdat hij zelf lichamelijk iets mankeerde, maar vanwege ziekte van zijn zoon. Op 28 februari 2019 gaf Krewinkel aan per 1 april terug te keren uit zijn ziekteverlof. Enkele uren later maakte de provinciale krant De Limburger bekend dat Krewinkel tijdens zijn ziekteverlof vergeefs gesolliciteerd had voor de functie van burgemeester van Kerkrade. Een dag eerder had de Kerkraadse gemeenteraad iemand anders dan Krewinkel voor die functie voorgedragen. De meerderheid van de Heerlense gemeenteraad reageerde zeer ontstemd op de sollicitatie. De geboren Kerkradenaar kondigde vervolgens dezelfde dag nog zijn ontslag aan als burgemeester van Heerlen. Het ontslag werd verleend per 18 maart 2019.
Krewinkel volgde diverse post-hbo opleidingen en volgde tussen 2019 en 2021 een cursus big data en statistiek en een pre-master en master Management aan de Open Universiteit. Hij was in 2020 korte tijd interim-directeur bij het Waterschap Limburg en Mondriaan in Heerlen. Sinds 1 december 2020 is hij directeur-bestuurder van de Reinigingsdienst Westelijke Mijnstreek (RWM).

## Persoonlijk
Krewinkel is getrouwd en heeft een zoon.